# Чемпионат Южной Америки по волейболу среди женщин 1985
16-й чемпионат Южной Америки по волейболу среди женщин прошёл с 25 июля по 1 августа 1985 года в Каракасе (Венесуэла) с участием 4 национальных сборных команд. Чемпионский титул в 9-й раз в своей истории и во 2-й раз подряд выиграла сборная Перу.

## Команды-участницы
Бразилия, Венесуэла, Колумбия, Перу.

## Система проведения чемпионата
4 команды-участницы на предварительном этапе провели двухкруговой турнир, по результатам которого была определена итоговая расстановка мест.

## Предварительный этап
| М | Команда   | 1   | 2   | 3   | 4   | И | В | П | С/П  | О  |
| - | --------- | --- | --- | --- | --- | - | - | - | ---- | -- |
| 1 | Перу      |     | 3:1 | 3:0 | 3:0 | 6 | 6 | 0 | 18:2 | 12 |
| 2 | Бразилия  | 1:3 |     | 3:0 | 3:0 | 6 | 4 | 2 | 14:6 | 10 |
| 3 | Венесуэла | 0:3 | 0:3 |     | 3:0 | 6 | 2 | 4 | 6:12 | 8  |
| 4 | Колумбия  | 0:3 | 0:3 | 0:3 |     | 6 | 0 | 6 | 0:18 | 6  |

25 июля: Венесуэла — Колумбия 3:0 (15:9, 15:12, 15:10).
26 июля: Бразилия — Колумбия 3:0 (15:2, 15:3, 15:3); Перу — Венесуэла 3:0 (15:2, 15:0, 15:3).
27 июля: Перу — Колумбия 3:0 (15:9, 15:0, 15:2); Бразилия — Венесуэла 3:0 (15:9, 15:10, 16:14).
28 июля: Перу — Бразилия 3:1 (15:8, 12:15,15:8, 15:2) .
29 июля: Перу — Венесуэла 3:0 (15:1, 15:6, 15:0); Бразилия — Колумбия 3:0 (15:7, 15:2, 15:7).
31 июля: Перу — Колумбия 3:0 (15:2, 15:4, 15:7); Бразилия — Венесуэла 3:0 (15:12, 15:5, 15:4).
1 августа: Перу — Бразилия 3:1 (15:1, 15:6, 10:15, 15:7); Венесуэла — Колумбия 3:0 (16:14, 15:3, 15:7).

## Итоги

### Положение команд
| Перу        |
| Бразилия    |
| Венесуэла   |
| 4. Колумбия |

### Призёры
Перу: Кармен Пиментель, Роса Гарсия, Рокки Малага, Нэнси Эркиньо, Соня Эредия, Луиса Сервера, Денисе Фахардо, Аурора Эредия, Джина Торреальва, Наталия Малага, Инес Сегарра, Джанина Финнети. Тренер — Хорхе Сато.
  Бразилия: Мария Патрисия Маркис, Ракел Руис Сентено, Денизе Соуза,Ана Виера, Ана Мария Вольпони, Ана Рича, Адриана Рамос Самуэл, Сандра Фонсека, Ана Паула ди Тассис, Ана Лусия Камарго, Кристина Пачеко Лопис (Тина), Мария Баккели. Тренер — Марко Аурелио Мотта.
  Венесуэла: Мария Луиса Ока, Ядейси Абреу, Нэнси Гутьеррес, Фаустина Гуэдес, Ниноска Перес, Лихеклия Сальседо, Лилиан Диас, Идальми Поланко, Роса Асканио, Далия Галиндес, Тибисай Норьега. Тренер — Марсело Ариас.